# .by
.by ist die länderspezifische Top-Level-Domain (ccTLD) von Belarus (landessprachlich: Byelorussia). Sie existiert seit dem 10. Mai 1994. Die ccTLD wurde lange Zeit vom belarussischen Ministerium für Informationssicherheit verwaltet, bis dieses 2008 aufgelöst wurde und die Verwaltung der Domain an das Unternehmen Open Contact Ltd. übergeben wurde.

## Eigenschaften
Registrierungen finden ausschließlich auf zweiter Ebene statt, die belarussische Regierung benutzt allerdings auch Adressen auf dritter Ebene unter .gov.by und .mil.by. Es gibt keine besonderen Beschränkungen bei der Vergabe, sodass jeder eine .by-Adresse registrieren darf. Eine .by-Domain darf zwischen zwei und 63 Zeichen lang sein, die Verwendung von Sonderzeichen ist derzeit (siehe unten) nicht möglich. Die Registrierung wird je nach gewähltem Domain-Name-Registrar innerhalb weniger Tage bis zu sechs Wochen durchgeführt.
BY wird bei ISO-Länderkennung (ISO 3166-2) auch als Sub-Landescode für Bayern (DE-BY) verwendet, sodass einige bayerische Unternehmen unter einer .by-Adresse vertreten sind. Dazu gehört die Bayern Tourismus Marketing GmbH, die offizielle Vermarktungsgesellschaft der bayerischen Tourismus- und Freizeitwirtschaft. Diese wird von der Bayerischen Staatsregierung als „das offizielle bayerische Tourismusportal“ angesehen. Dass der bayerische Tourismus damit unter der Top-Level-Domain eines Landes firmiert, das für Menschenrechtsverletzungen bekannt ist, hat zu Kritik geführt. Die Verwendung von .by für Bayern trug maßgeblich dazu bei, dass der Deutsche Bundestag im Januar 2008 beschlossen hat, die Einführung neuer regionaler Top-Level-Domains zu unterstützen.

## Internationalisierung
Im Jahr 2013 will die Vergabestelle die Domain vollständig internationalisieren, indem neben alphanumerischen auch kyrillische Zeichen unterstützt werden. Dies soll nach Aussage der Betreiber dabei helfen, die .by beliebter zu machen. Auch über die Erlaubnis besonders wertvoller einstelliger Domains werde nachgedacht. Im August 2014 wurde die Registrierung für die kyrillische Domainvariante „.бел“ (in latinischer Schrift: „.bel“) genehmigt. Von März bis Mai 2015 konnten Rechteinhaber relevante Domains reservieren. Von Juni bis September 2015 wurden besonders begehrte Domains versteigert. Seit Oktober 2015 können kyrillische Domains regulär erworben werden.